# 阿蘭·鄧肯

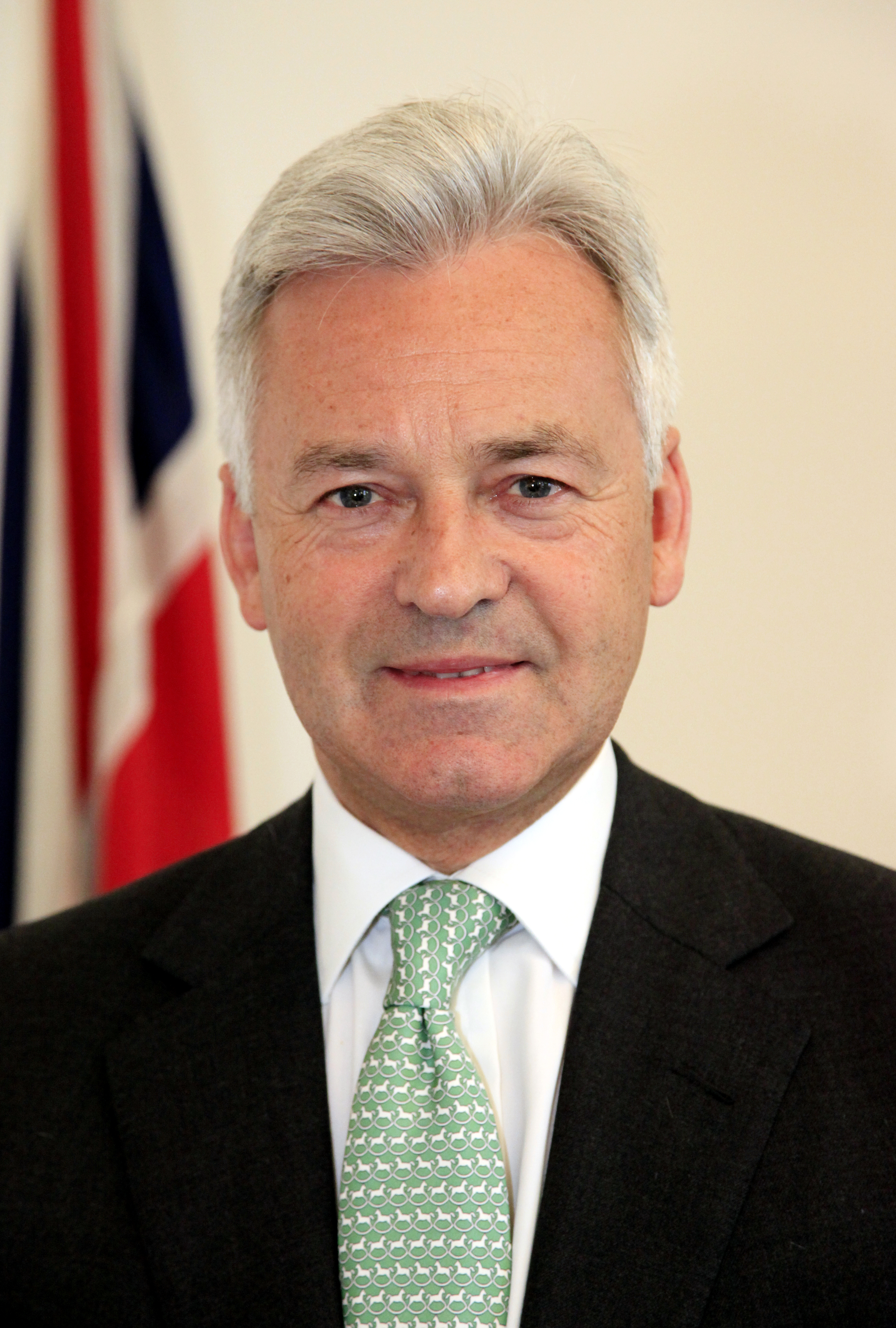
時任國際發展事務部

阿蘭·鄧肯爵士KCMG（1957年3月31日—）是英國的一位政治人物，他是拉特蘭和梅爾頓選舉區的議員。

## 生平
在2010年至2014年期間，他曾擔任大衛·卡麥隆內閣的國際發展部大臣。在2002年，他公開自己的同性戀身份，成為首位出櫃的保守黨議員。鄧肯畢業於牛津大學。在1992年英國大選中，鄧肯首次當選議員。